# Dinâmica
Em física, a dinâmica é o ramo da mecânica clássica responsável por estudar a ação de forças no movimento de um corpo e seus efeitos, além de determinar suas causas.
Os fundamentos da dinâmica foram estudados, inicialmente, por Galileu Galilei em seus experimentos com corpos em queda livre e movimento em plano inclinado. No entanto, Isaac Newton foi o primeiro a formular sistematicamente conceitos como inércia, a definição de força e o princípio da ação e reação.

## Princípios
Normalmente, os cientistas envolvidos na dinâmica estudam como um sistema físico pode se desenvolver ou alterar ao longo do tempo, e estudam as causas dessas alterações. Além disso, Newton estabeleceu as leis físicas fundamentais que conduzem a dinâmica da física. Ao estudar o seu sistema de mecânica, a dinâmica pode ser compreendida.
A dinâmica está principalmente relacionada com a Segunda Lei de Newton. No entanto, as três leis do movimento são tidas em conta porque estão internamente relacionadas  em qualquer observação ou experiência.

### Princípio da relatividade de Galileu
Ao construir qualquer teoria, é essencial determinar as condições sob as quais dois observadores veem os fenômenos evoluir da mesma maneira e, portanto, podem descrevê-los com as mesmas leis. No contexto da mecânica clássica, dois observadores que realizam simultaneamente uma medição enquanto estão em movimento relativo retilíneo uniforme , podem traduzir os dados de posição e velocidade observados por um nos dados medidos correspondentes pelo outro, por meio das transformações galileanas.
Esses observadores são chamados de observadores inerciais , ou observadores Galileanos , e o sistema de referência no qual eles são inseridos é um sistema de referência inercial .

## Dinâmica Linear e Rotacional

### Dinâmica Linear
A dinâmica linear diz respeito a objetos que se movem em uma linha e envolve quantidades como força , massa , deslocamento (em unidades de distância), velocidade (distância por unidade de tempo), aceleração (distância por unidade de tempo ao quadrado) e momento (tempo de massa unidade de velocidade). 

### Dinâmica Rotacional
A dinâmica rotacional se refere a corpos que estão girando ou se movendo em um caminho curvo e envolve quantidades como torque , momento de inércia / inércia rotacional , deslocamento angular(em radianos ou graus), velocidade angular (radianos por unidade de tempo), aceleração angular (radianos por unidade de tempo ao quadrado) e momento angular (momento de inércia vezes unidade de velocidade angular).  
Muitas vezes, os objetos exibem movimento linear e rotacional.

## Força
A força é um dos conceitos mais importantes da mecânica clássica. Ela tem a função de alterar os efeitos estáticos e os efeitos dinâmicos dos corpos em que age. Assim, a ela é uma grandeza vetorial que possui módulo, direção e sentido.
A força é essencial para alterar o estado de movimento de um corpo, é a partir do estudo de sua atuação sobre um corpo que fazemos uma análise dinâmica.
Conforme aplica mais de uma força sobre um corpo surge a força resultante, que é a soma de todas as forças aplicadas. Elas se classificam em força de contato, que são aquelas que agem sobre os corpos apenas com contato, e força de campo, que são aquelas que atuam sobre os corpos sem ter contato, através do campo magnético.

## Leis de Newton

### Primeira Lei de Newton
Em princípio se pensava que para que um corpo se mantivesse em movimento com velocidade constante era necessário que ele fosse impulsionado, caso contrário ele pararia “naturalmente”. Isso pode ser observado quando se faz um objeto deslizar sobre uma superfície qualquer, ele irá parar. Para fazer com que ele se mova sobre a superfície com uma velocidade constante poderíamos amarrar um cordão nele e puxar. Porém, se colocássemos este objeto em superfícies diferentes, como por exemplo uma superfície de gelo de um rinque de patinação e um chão de concreto, notaríamos que o objeto iria percorrer distâncias diferentes. A distância percorrida na superfície de gelo é muito maior do que a distancia percorrida no chão de concreto. Isto acontece porque a superfície de gelo é mais lisa (menor atrito) do que o chão de concreto (maior atrito). Isto nos leva a pensar que quanto mais lisa for a superfície, ou quanto menor for o atrito, maior será a distancia percorrida. Se imaginarmos uma superfície muito lisa, de modo que o atrito seja quase nulo, a velocidade do objeto não diminuiria.
Com isso, acabamos concluindo que não precisamos de força para manter um corpo em movimento com velocidade constante, e que, ao contrário do que se pensava inicialmente, não é da natureza de um corpo parar quando posto em movimento, mas resistir à desaceleração e à aceleração.
Isto nos leva à Primeira Lei de Newton, que diz o seguinte: Todo corpo persiste em seu estado de repouso, ou de movimento retilíneo uniforme, a menos que seja compelido a modificar esse estado pela ação de forças impressas sobre ele.

### Segunda Lei de Newton
O princípio fundamental da dinâmica enuncia que a taxa de variação no tempo da quantidade de movimento (também chamada de momento linear {\displaystyle {\vec {p}}\,\!}) de um corpo é igual à soma das forças aplicadas neste corpo. Este princípio é chamado também de Segunda Lei de Newton. Quando a massa é constante a força é dada por:
{\displaystyle {\vec {F}}=m\,{\frac {\mathrm {d} {\vec {v}}}{\mathrm {d} t}}=m{\vec {a}}}
Nessa equação, {\displaystyle m\,\!} é a massa e {\displaystyle {\vec {a}}\,\!} a aceleração.

### Terceira Lei de Newton
O Princípio da ação e reação afirma que se um determinado ponto material “A” exerce uma força sobre um outro ponto material “B”, então “B” exercerá sobre “A” uma força de mesma intensidade, mesma direção e sentido contrário, ou seja a toda ação tem uma reação. O par ação e reação sempre é composto por forças de mesma natureza (ambas de contato, ou elétricas etc.) e que agem em corpos distintos, portanto não tem sentido físico dizer que ação e reação se neutralizam. A este Princípio chamamos de Terceira Lei de Newton (conhecida também como Lei da Ação e Reação).